# Kisangani
Kisangani este un oraș aflat în partea de nord-est a Republicii Democrate Congo, situat la nord de cascadele Boyoma, unde râul Lualaba devine fluviul Congo.
Este reședința  provinciei  Tshopo.